# Handley Page Type W
Le Handley Page Type W est un avion trimoteur à hélices, produit par la compagnie britannique Handley Page et dont le premier vol eut lieu le 2 décembre 1919. 

## Histoire
C'est à bord de l'un de ces avions, un Type W8F, surnommé Princesse Marie-José (en l'honneur de Marie-José de Belgique), qu'Edmond Thieffry, Léopold Roger et Joseph De Brycker réussissent l’exploit de relier de Bruxelles à Léopoldville le 3 avril 1925. Ce vol permettra de commencer la liaison entre la Belgique et sa colonie congolaise par les airs et sera le précurseur du réseau de la Sabena vers l'Afrique.